# Jagodno (Chorwacja)
Jagodno – wieś w Chorwacji, w żupanii zagrzebskiej, w mieście Velika Gorica. W 2011 roku liczyła 521 mieszkańców.